# Drehu (llengua)
Drehu ([ɖehu]; també coneguda com a Dehu, Lifou, Lifu, qene drehu) és una llengua austronèsia parlada majoritàriament a l'illa de Lifou, a les illes Loyauté, Nova Caledònia. Té al voltant de 12.000 parlants nadius i l'estatut de llengua regional de França. Aquest estatut implica que els alumnes poden fer una prova opcional en batxillerat a Nova Caledònia mateix o a la França metropolitana. També s'ensenya a l'Institut National des Langues et Civilisations Orientales (INALCO) a París des de 1973 i a la Universitat de Nova Caledònia Arxivat 2007-10-12 a Wayback Machine. des de 2000. Com les altres llengües canac, drehu és regulat actualment per l'"Académie des langues kanak", fundada oficialment en 2007.
També hi ha un registre lingüístic en Drehu, anomenat qene miny. Antigament, aquest registre era utilitzat per parlar als caps (joxu). Avui molt poques persones coneixen i utilitzen aquesta llengua.

## Fonologia

### Vocals
|         | Frontal | Central | Posterior |
| ------- | ------- | ------- | --------- |
| Alta    | i iː    |         | u uː      |
| Mitjana | e eː    | ø øː    | o oː      |
| Oberta  | æ æː    |         | ɑ ɑː      |

### Consonants
|                       | Bilabial | Labiodental | Dental | Alveolar | Retroflexa | Alveopalatal | Velar | Glotal |
| --------------------- | -------- | ----------- | ------ | -------- | ---------- | ------------ | ----- | ------ |
| Oclusiva and Africada | p (b)    |             | t d    |          | ʈ ɖ        | t͡ʃ (d͡ʒ)      | k ɡ   |        |
| Nasal                 | m̥ m      |             | n̥ n    |          |            | ɲ̊ ɲ          | ŋ̊ ŋ   |        |
| Fricativa             |          | f (v)       | θ ð    | s z      |            |              | x     | h      |
| Lateral               |          |             | l̥ l    |          |            |              |       |        |
| Semivocals            | ʍ w      |             |        |          |            |              |       |        |

/b d͡ʒ v/ només esdevé en manlleus.

## Sistema d'escriptura
El drehu fou escrit primer en alfabet llatí pels polinesis i missioners anglesos de la Societat Missionera de Londres durant la dècada de 1840, amb l'ajuda dels nadius. la primera traducció completa de la Bíblia fou publicada en 1890. El sistema d'escriptura de la bíblia no distingia entre les consonants dental (escrita "d", "t") i l'alveolar/retroflexa ("dr" i "tr"), que durant molt de temps foren escrites indiferentment com a "d" i "t". En drehu /θ/ i /ð/ no són consonants dentals sinó interdentals. El nou sistema d'escriptura fou creat en la dècada de 1970.